# So-Hianga
So-Hianga  est un village de la région du Centre du Cameroun. Il est localisé dans l'arrondissement (commune) de Messondo. On y accède par la piste rurale qui relie Tamalong à Mbandjock.

## Population et société
En 1962, la population de So-Hianga était de 101 habitants. So-Hianga comptait 163 habitants lors du dernier recensement de 2005. La population est constituée pour l’essentiel de Bassa.